# درووا
درووا (انگلیسی: Dhruva) یک فیلم اکشن، جنایی و دلهره‌آور هندی به زبان تلوگو محصول سال ۲۰۱۶ به کارگردانی و نویسندگی سورندر ردی با بازی رام چاران، آرویند سوامی و راکول پریت سینگ است. همچنین این یک بازسازی رسمی از فیلم تامیلی زبان هندی مرد تنها (فیلم ۲۰۱۵) محسوب می‌شود.
فیلمبرداری اصلی فیلم در فوریه ۲۰۱۶ در حیدرآباد و کشمیر انجام شد. این فیلم در ۹ دسامبر ۲۰۱۶ پس از تعویق‌های متعدد در سراسر جهان اکران شد. و بازخوردهای مثبتی در تمجید از بازیگران (به ویژه رام چاران و آرویند سوامی)، نویسندگی، کارگردانی، سکانس‌های اکشن و فیلمبرداری دریافت کرد.

## داستان
یک کمیسیونر پلیس به نام درووا که در ماموریت‌های سنگین همیشه پایه ثابت است اینبار در یک مأموریت بسیار خطرناک به دنبال فردی است که تمام سطح فساد را به تنهایی به بالاترین درجه خودش رسانده‌است.

## گیشه
این فیلم ۱۸٫۱ کرور (۲٫۳ میلیون دلار آمریکا) از نمایش‌های برتر خود در ایالات متحده به دست آورد. در هفته اول، فیلم ۸۵٫۴ کرور روپیه (۱۱ میلیون دلار آمریکا) در سراسر جهان به دست آورد، و در پایان اکران سه هفته ای خود، ۸۷٫۵ کرور روپیه (۱۱ میلیون دلار آمریکا) جمع‌آوری کرد.